# Botryobasidium subalbidum
Botryobasidium subalbidum ist eine Ständerpilzart aus der Familie der Traubenbasidienverwandten (Botryobasidiaceae). Sie bildet resupinate, spinnwebartige Fruchtkörper aus, die auf Stielporlingen wachsen. Das Verbreitungsgebiet von Botryobasidium subalbidum umfasst die New Yorker Adirondack Mountains. Eine Anamorphe der Art ist bislang nicht bekannt.

## Merkmale

### Makroskopische Merkmale
Botryobasidium subalbidum besitzt schmutzig grauweiße, gespinstartige und dünne Fruchtkörper, die resupinat (also vollständig anliegend) auf ihrem Substrat wachsen und unter der Lupe leicht netzartig erscheinen.

### Mikroskopische Merkmale
Wie bei allen Traubenbasidien ist die Hyphenstruktur von Botryobasidium subalbidum monomitisch, besteht also ausschließlich aus generativen Hyphen, die sich rechtwinklig verzweigen. Die Basalhyphen sind hellgelb, meist 8–11 × 30–80 µm groß, dickwandig und nicht inkrustiert. Die 5–8 µm dicken Subhymenialhyphen sind fast hyalin und dünnwandig. Die Art verfügt wie fast alle Traubenbasidien weder über Zystiden noch über Schnallen. Die vier- bis sechssporigen Basidien der Art wachsen in Nestern, werden 20 × 7–8 µm groß, sind annähernd zylindrisch geformt und in der Mitte leicht tailliert. Die Sporen sind breit eiförmig bis breitellipsoid und meist 6–6,4 × 4–6,5 µm groß. Sie sind hyalin und dünnwandig und besitzen einen deutlichen Fortsatz.

## Verbreitung
Die bekannte Verbreitung von Botryobasidium subalbidum umfasst bislang nur die Typlokalität in den New Yorker Adirondack Mountains.

## Ökologie
Botryobasidium subalbidum ist ein Saprobiont, der andere Pilzarten besiedelt. Bisher wurde es lediglich auf der Fruchtschicht alter Irpex-lacteus-Fruchtkörpern gefunden, die wiederum auf abgestorbenen Laubbaumästen siedelten.